# Чакал
Чакал — бывшее село в Кулинском районе Дагестана. Центр Чакалского сельсовета.

## Географическое положение
Располагалось в 3 км к юго-востоку от районного центра села Вачи.

## История
В 1944 году все население переселено в село Кишень-Аух (современное Чапаево) бывшего Ауховского района.